# Connellia nahoumii
Connellia nahoumii är en gräsväxtart som beskrevs av Elton Martinez Carvalho Leme. Connellia nahoumii ingår i släktet Connellia, och familjen Bromeliaceae. Inga underarter finns listade i Catalogue of Life.